# Kadžarsko Carstvo
Kadžarsko Carstvo (perz. دولت علیّه ایران; Dovlat-e Elije-je Irân; Uzvišena država Iran) je naziv za novovjekovnu iransku državu pod kadžarskom dinastijom. Kadžari su vladali Iranom od 1785. do 1925. godine, a prilikom njihovog vojno-političkog vrhunca carstvo se protezalo i preko teritorija današnjeg Azerbajdžana, Armenije, Gruzije, Afganistana, Turkmenistana, Uzbekistana i istočne Turske.
Sama dinastija bila pripadala je plemenu Kadžara koji su turkijskog podrijetla, a njihova politička karijera započela je još u 17. stoljeću kada su služili vladajuću dinastiju Safavida. Sjedište im je bilo u Gorganu, iranskom gradu smještenom nedaleko od jugoistočne obale Kaspijskog jezera. Iranom su zavladali 1794. godine kada je svrgnut posljednji zandijski vladar Lotf Ali-han. 
Razdoblje kadžarske vladavine obilježili su uspješni ratovi protiv Osmanskog Carstva, ali i gubljenje teritorija na Kavkazu koji su sporazumima iz Golestana (1813.) i Turkmenčaja (1828.) pripojeni Ruskom Carstvu. Kadžarsko Carstvo također je vodilo ratove i protiv Britanskog Carstva na jugu i istoku: u Perzijskom zaljevu odbijeni su britanski pokušaji kolonizacije obale, uspješno je pripojen Beludžistan, dok prodor prema Heratu (današnji Afganistan) protiv udruženih britanskih, indijskih i paštunskih snaga završava neuspjehom. Navedeni ratovi oblikovali su državne granice suvremenog Irana.
Početak 20. stoljeća obilježila je Iranska ustavna revolucija iz 1906. godine koja je 19 godina kasnije rezultirala preobrazbom Irana iz apsolutne u ustavnu monarhiju. Iste godine vlast preuzima Reza-šah čime kadžarska dinastija nestaje sa svjetske političke pozornice, i započinje razdoblje vladavine dinastije Pahlavi koja se održala sve do 1979. godine.

## Vanjske poveznice
- (engl.) Iran Chamber: Qajar Dynasty
- (engl.) M. M. Eskandari-Qajar: Qajar Pages

Ostali projekti
|  | Zajednički poslužitelj ima još gradiva o temi Kadžarsko Carstvo |